# Гран-при Монреаля 2018
9-й выпуск Гран-при Монреаля — шоссейной однодневной велогонки по дорогам канадского города Монреаль. Гонка состоялась 9 сентября 2018 года в рамках Мирового тура UCI 2018 (категория 1.UWT). Победителем гонки стал австралиец Майкл Мэттьюс из Team Sunweb.

## Участники
Согласно правилам UCI, все 18 команд мирового тура были обязаны принять участие в гонке. Также её организаторы предоставили уайлд-кард для двух проконтинентальных команд и сборной Канады. Каждая команда могла состоять не более чем из 7 велогонщиков. На старт соревнования вышли 126 гонщиков. 
| UCI WorldTeams (18)- AG2R La Mondiale - Astana - Bahrain-Merida - BMC Racing Team - Bora-Hansgrohe - Dimension Data - EF Education First-Drapac p/b Cannondale - Groupama-FDJ - Katusha-Alpecin - Lotto NL-Jumbo - Lotto Soudal - Mitchelton-Scott - Movistar Team - Quick-Step Floors - Sky - Team Sunweb - Trek-Segafredo - UAE Team Emirates UCI Professional Continental Teams (2)- Israel Cycling Academy - Rally Cycling Национальная сборная- Канада |
| |

## Маршрут
Маршрут претерпел ряд изменений по сравнению с предыдущими годами. Дистанция сократилась на 1 круг и состояла из 16 кругов вместо привычных 17. Профиля круга изменился на отрезке между 8,5 и 10,5 километрами. Это позволило добавить ещё один подъём (3-й по порядку), а общая длина круга увеличилась всего на 100 метров и стала составлять 12,2 км. Маршрут, пролегавший вокруг главного кампуса Монреальского университета включал четыре премиальных подъёма на которых разыгрывалась горная классификация гонки. Он хорошо подходил для горняков и панчеров, так как финиш гонки совпадал с вершиной последнего подъёма со средним градиентом 4%. В 500 метрах от финиша трасса делала резкий правый поворот на 180 градусов. Общий вертикальный подъём за гонку составлял 4528 метров.
| № | Название                 | Км от старта | Протяжённость (м) | Средний % |
| - | ------------------------ | ------------ | ----------------- | --------- |
| 1 | Côte Camilien-Houde      | 2            | 1800              | 8%        |
| 2 | Côte de la Polytechnique | 6            | 780               | 6%        |
|   | с участком               |              | 200               | 11%       |
| 3 | Claude-Champagne         | 9            | 800               | 4%        |
| 4 | Avenue du Parc           | 11           | 560               | 4%        |

## Результаты
| \| Генеральная классификация \| Генеральная классификация \| Генеральная классификация \| Генеральная классификация \| Генеральная классификация \| \| Гонщик \| Гонщик \| Команда \| Время \| \| \| ------------------------- \| ------------------------- \| ------------------------- \| ------------------------- \| ------------------------- \| \| 1-й \| Майкл Мэттьюс \| Team Sunweb \| 5ч 19' 27 \| \| \| 2-й \| Сонни Кольбрелли \| Bahrain-Merida \| + 0 \| \| \| 3-й \| Грег Ван Авермат \| BMC Racing Team \| + 0 \| \| \| 4-й \| Оливер Насен \| AG2R La Mondiale \| + 0 \| \| \| 5-й \| Тимо Розен \| LottoNL-Jumbo \| + 0 \| \| \| 6-й \| Руй Кошта \| UAE Team Emirates \| + 0 \| \| \| 7-й \| Диего Улисси \| UAE Team Emirates \| + 0 \| \| \| 8-й \| Михаэль Вальгрен \| Astana \| + 0 \| \| \| 9-й \| Патрик Конрад \| Bora-Hansgrohe \| + 0 \| \| \| 10-й \| Эдвальд Боассон Хаген \| Dimension Data \| + 0 \| \| |                       |                   |           |
| |                       |                   |           |
| Источник: ProCyclingStats |                       |                   |           |
| Генеральная классификация |                       |                   |           |
| Гонщик | Гонщик                | Команда           | Время     |
| 1-й | Майкл Мэттьюс         | Team Sunweb       | 5ч 19' 27 |
| 2-й | Сонни Кольбрелли      | Bahrain-Merida    | + 0       |
| 3-й | Грег Ван Авермат      | BMC Racing Team   | + 0       |
| 4-й | Оливер Насен          | AG2R La Mondiale  | + 0       |
| 5-й | Тимо Розен            | LottoNL-Jumbo     | + 0       |
| 6-й | Руй Кошта             | UAE Team Emirates | + 0       |
| 7-й | Диего Улисси          | UAE Team Emirates | + 0       |
| 8-й | Михаэль Вальгрен      | Astana            | + 0       |
| 9-й | Патрик Конрад         | Bora-Hansgrohe    | + 0       |
| 10-й | Эдвальд Боассон Хаген | Dimension Data    | + 0       |